# Autel (religion)
Pour les articles homonymes, voir Autel.

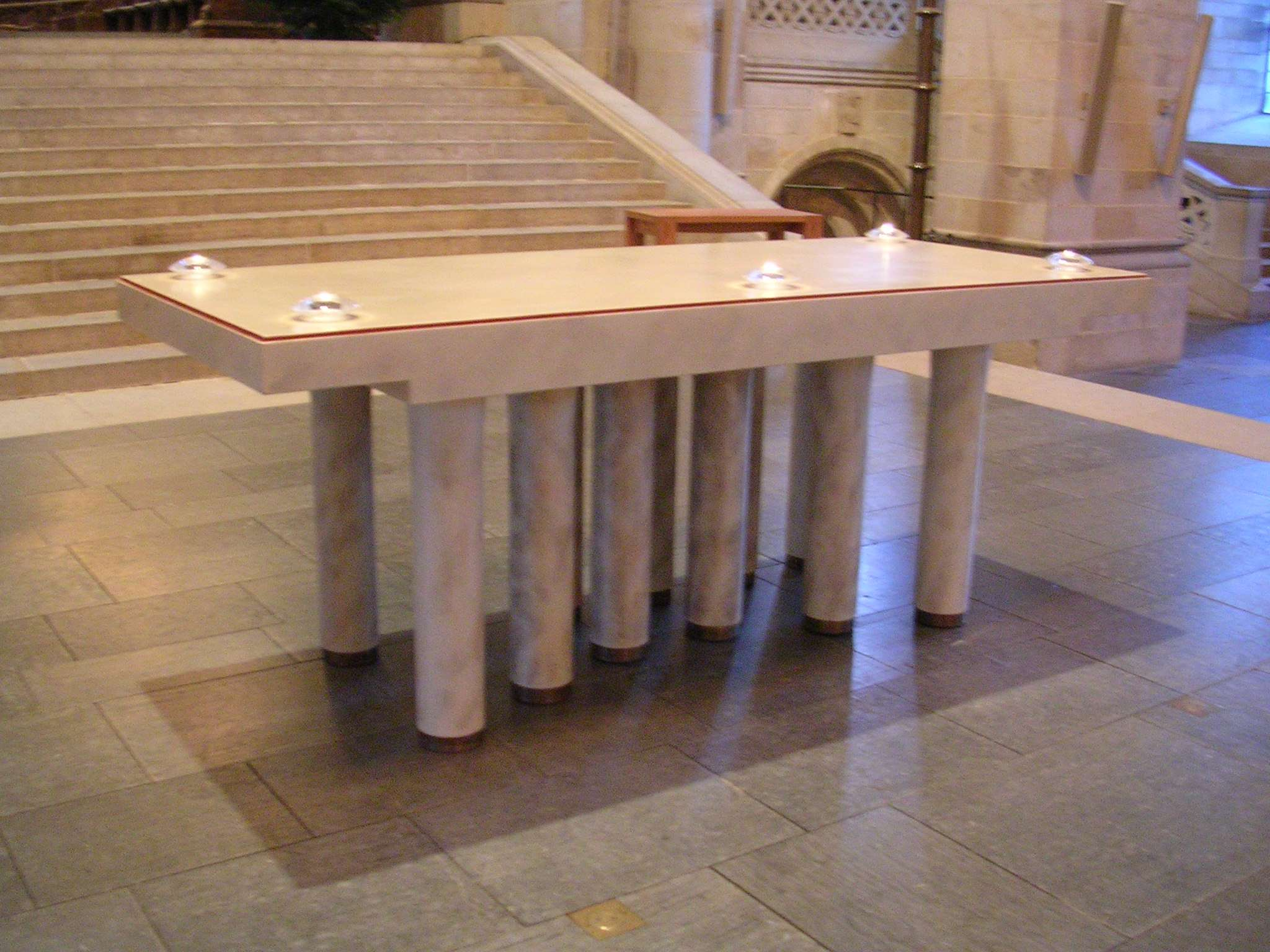
Autel de la cathédrale de Lund en Suède.

Dans le domaine religieux, un autel est une table sacrée servant au sacrifice rituel ou au dépôt d’offrandes. Étymologiquement, on retrouve dans le mot « autel » deux notions : la hauteur (du latin altar qui donne l’italien altare, à la fois « élévation » et « profondeur », comme dans l’expression « haute mer ») et la nourriture (du latin alere, « alimenter, sustenter »).

## Descriptions
Suivant les religions et les pratiques, un autel se situe soit uniquement dans un lieu de culte soit chez une personne.

### Antiquité grecque et romaine
En Europe, il constitue longtemps (principalement durant l’Antiquité grecque et romaine) dans les logements un élément de la chapelle domestique où la famille effectue ses dévotions. Il prend ensuite progressivement sa place dans les lieux publics dédiés au culte.
Il peut être destiné aux sacrifices comme support, mais aussi comme monument commémoratif d’un sacrifice (autel taurobolique). Une distinction est faite entre les autels dédiés aux dieux et les autels bas dédiés aux héros, plus petits et proches d'un âtre.

### Spiritualités orientales

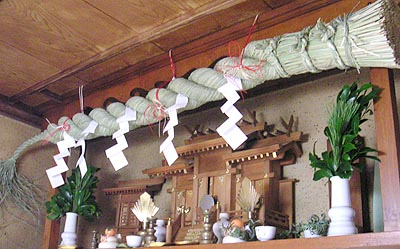
Autel religieux japonais shintoïste.

Dans la religion shintoïste, où le culte des ancêtres et des divinités reste présent, il n’est pas rare de trouver un lieu dédié à la mémoire ou au culte des ancêtres. Les autels domestiques sont également coutumiers chez les bouddhistes et les hindous.